# Cacá Bueno

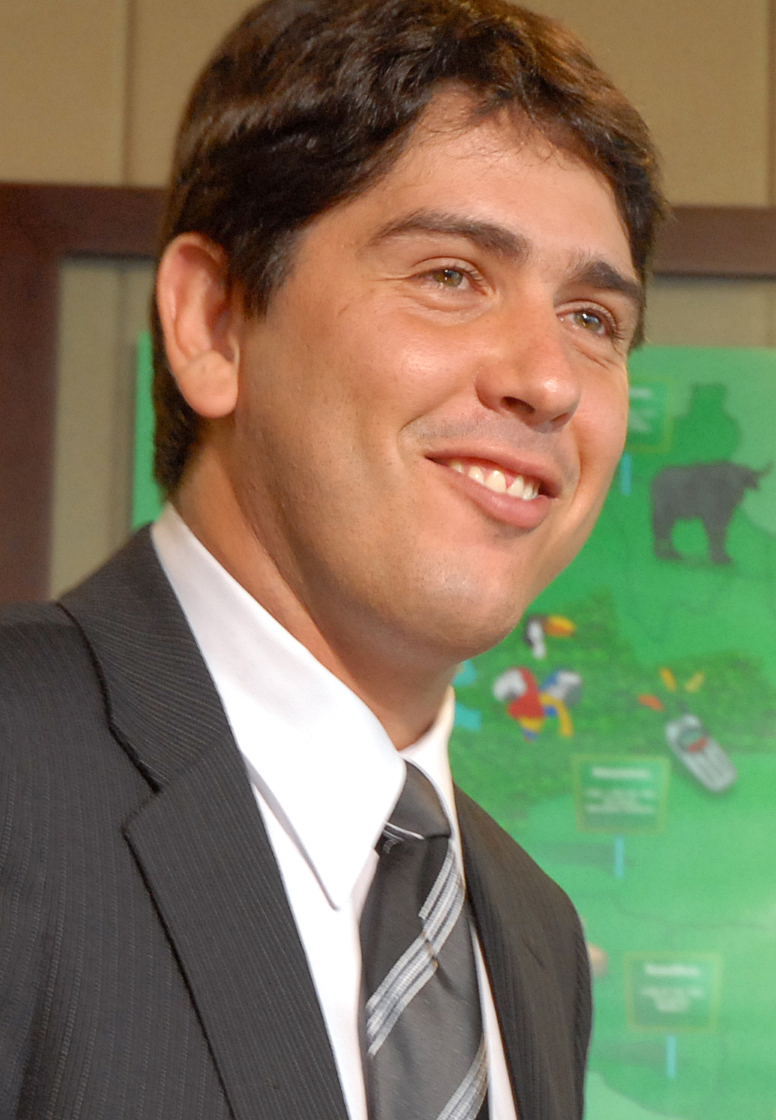
Cacá Bueno

Carlos Eduardo Galvão Bueno (Rio de Janeiro, 24 juli 1976) is een Braziliaans autocoureur. Hij rijdt in de Copa NEXTEL Stock Car. Hij won het kampioenschap in 2006 waarmee hij de kampioenschapsreeks van Ingo Hoffmann verbrak. Zijn vader is Galvão Bueno, een Braziliaanse talk-show host.